# Orchha
Orchha – miasto w Indiach, w stanie Madhya Pradesh. W 2011 roku liczyło 11 511 mieszkańców.